# Finale della Coppa UEFA 1979-1980
La finale della 9ª edizione della Coppa UEFA fu disputata in gara d'andata e ritorno tra Eintracht Francoforte e Borussia M'gladbach. Il 7 maggio 1980 al Bökelbergstadion di Mönchengladbach la partita, arbitrata dallo spagnolo Guruceta Muro, finì 3-2.
La gara di ritorno si disputò dopo due settimane al Waldstadion di Francoforte e fu arbitrata dal belga Alexis Ponnet. Il match terminò 1-0 e ad aggiudicarsi il trofeo fu la squadra dell'Assia.

## Le squadre
| Squadre               | Partecipazioni precedenti (il grassetto indica la vittoria) |
| --------------------- | ----------------------------------------------------------- |
| Eintracht Francoforte | Nessuna                                                     |
| Borussia M'gladbach   | 3 (1973, 1975, 1979)                                        |

## Il cammino verso la finale
L'Eintracht Francoforte di Friedel Rausch esordì contro gli scozzesi dell'Aberdeen superando il turno con un risultato complessivo di 2-1. Nel secondo turno i tedeschi affrontarono i rumeni della Dinamo Bucarest, avendo la meglio solo ai tempi supplementari 3-0 nella gara di ritorno in casa, dopo aver perso 2-0 in Romania. Agli ottavi di finale gli olandesi del Feyenoord persero la gara d'andata 4-1 in Germania Ovest e fu inutile la vittoria per 1-0 nei Paesi Bassi. Ai quarti i Die Adler affrontarono i cecoslovacchi dello Zbrojovka Brno, battendoli col risultato totale di 6-4. In semifinale il derby con il più quotato Bayern Monaco fu aggiudicato nel retour match. Dopo aver perso 2-0 all'Olympiastadion, l'Eintracht vinse col medesimo risultato nei 90 minuti e nella proroga la partita terminò 5-1.
Il Borussia M'gladbach di Jupp Heynckes iniziò il cammino europeo contro i norvegesi del Viking vincendo con un risultato complessivo di 4-1. Nel secondo turno i tedeschi affrontarono gli italiani dell'Inter, avendo la meglio solo ai tempi supplementari per 3-2, dopo che entrambi i match si conclusero 1-1 nel corso dei novanta minuti. Agli ottavi di finale i rumeni dell'FCU Craiova furono battuti 2-0 in casa e la sconfitta per 1-0 in Romania risultò indolore. Ai quarti di finale i Fohlen affrontarono i francesi del Saint-Étienne che sconfissero sia all'andata che al ritorno, rispettivamente coi risultati di 4-1 e 2-0, eclissando la stella Michel Platini. In semifinale il derby con lo Stoccarda fu vinto solo grazie alla regola dei gol fuori casa in virtù della vittoria casalinga per 1-0 e della sconfitta esterna per 2-1.

## Le partite
A Mönchengladbach va in scena una finale tutta tedesca tra il Borussia, alla quarta finale europea in sei anni nonché campione in carica, e l'Eintracht Francoforte, alla prima finale di Coppa UEFA ma già finalista di Coppa dei Campioni 1959-1960. Gli ospiti vanno in vantaggio con Karger, ma vengono raggiunti a un minuto dal termine della prima frazione da una bordata da fuori area del capitano Christian Kulik. Un tuffo di testa di Bernd Hölzenbein riporta avanti l'Eintracht nella ripresa, ma la gioia delle aquile di Francoforte è fugace perché il diciannovenne Lothar Matthäus impatta di nuovo prima della rete decisiva di Kulik con un colpo di testa perentorio a due minuti dal triplice fischio.
Due settimane più tardi a Francoforte sul Meno la squadra di casa, che in semifinale aveva eliminato i tre volte campioni d'Europa del Bayern Monaco, tenta l'impresa contro un Borussia Mönchengladbach disposto in difesa al fine di protrarre lo 0-0 fino al novantesimo. La grande serata di Wolfgang Kneib non permette ai calciatori dell'Eintracht di trovare la via del gol, fino a quando Friedel Rausch non si gioca la carta Schaub, riserva diciannovenne poco utilizzato in stagione. A meno di dieci minuti dalla fine il giovane vince un paio di contrasti in area e deposita alle spalle del portiere del Borussia la palla che vale la Coppa UEFA.

## Tabellini

### Andata
| Arbitro: | Guruceta Muro |

|                             |           |                           |
| Kulik 45’, 88’ Matthäus 77’ | Marcatori | 37’ Karger 71’ Hölzenbein |

| Borussia Mönchengladbach | Eintracht Francoforte |

|               |    |                  |  |     |
|               |    |                  |  |     |
| P             | 1  | Wolfgang Kneib   |  |     |
| D             | 2  | Frank Schäffer   |  |     |
| D             | 3  | Winfried Schäfer |  |     |
| D             | 4  | Wilfried Hannes  |  |     |
| D             | 5  | Norbert Ringels  |  |     |
| C             | 6  | Lothar Matthäus  |  |     |
| C             | 7  | Christian Kulik  |  |     |
| C             | 8  | Carsten Nielsen  |  | 66’ |
| C             | 9  | Karl Del'Haye    |  | 72’ |
| A             | 10 | Ewald Lienen     |  |     |
| A             | 11 | Harald Nickel    |  |     |
| Sostituzioni: |    |                  |  |     |
| A             | 12 | Steen Thychosen  |  | 66’ |
| C             | 13 | Ralf Bödeker     |  | 72’ |
| Allenatore:   |    |                  |  |     |
| Jupp Heynckes |    |                  |  |     |

|                |    |                   |  |     |
|                |    |                   |  |     |
|                |    |                   |  |     |
| P              | 1  | Jürgen Pahl       |  |     |
| D              | 2  | Willi Neuberger   |  |     |
| D              | 3  | Bruno Pezzey      |  |     |
| D              | 4  | Karl-Heinz Körbel |  |     |
| D              | 5  | Horst Ehrmantraut |  |     |
| C              | 6  | Werner Lorant     |  |     |
| C              | 7  | Ronald Borchers   |  |     |
| C              | 8  | Bernd Nickel      |  |     |
| A              | 9  | Bernd Hölzenbein  |  | 79’ |
| A              | 10 | Harald Karger     |  | 81’ |
| A              | 11 | Cha Bum-Kun       |  |     |
| Sostituzioni:  |    |                   |  |     |
| C              | 12 | Norbert Nachtweih |  | 79’ |
| C              | 13 | Wolfgang Trapp    |  | 81’ |
| Allenatore:    |    |                   |  |     |
| Friedel Rausch |    |                   |  |     |

### Ritorno
| Arbitro: | Alexis Ponnet |

|            |           |  |
| Schaub 81’ | Marcatori |  |

L'Eintracht Francoforte vince per la regola dei gol fuori casa.
| Eintracht Francoforte | Borussia Mönchengladbach |

|                |    |                    |     |     |
|                |    |                    |     |     |
|                |    |                    |     |     |
| P              | 1  | Jürgen Pahl        |     |     |
| D              | 2  | Willi Neuberger    |     |     |
| D              | 3  | Bruno Pezzey       | 54’ |     |
| D              | 4  | Karl-Heinz Körbel  |     |     |
| D              | 5  | Horst Ehrmanntraut |     |     |
| C              | 6  | Bernd Hölzenbein   |     |     |
| C              | 7  | Werner Lorant      |     |     |
| C              | 8  | Bernd Nickel       |     |     |
| C              | 9  | Ronald Borchers    |     |     |
| A              | 11 | Cha Bum-Kun        |     |     |
| A              | 10 | Norbert Nachtweih  |     | 77’ |
| Sostituzioni:  |    |                    |     |     |
| A              | 12 | Fred Schaub        |     | 77’ |
|                |    |                    |     |     |
| Allenatore:    |    |                    |     |     |
| Friedel Rausch |    |                    |     |     |

|               |    |                  |     |     |
|               |    |                  |     |     |
| P             | 1  | Wolfgang Kneib   |     |     |
| D             | 2  | Norbert Ringels  |     |     |
| D             | 3  | Jürgen Fleer     |     |     |
| D             | 4  | Wilfried Hannes  | 89’ |     |
| D             | 5  | Winfried Schäfer | 80’ |     |
| C             | 6  | Lothar Matthäus  |     | 86’ |
| C             | 7  | Ralf Bödeker     |     |     |
| C             | 8  | Christian Kulik  |     |     |
| C             | 9  | Carsten Nielsen  |     | 68’ |
| A             | 10 | Ewald Lienen     |     |     |
| A             | 11 | Harald Nickel    | 49’ |     |
| Sostituzioni: |    |                  |     |     |
| A             | 12 | Karl Del'Haye    |     | 68’ |
| A             | 13 | Steen Thychosen  |     | 86’ |
| Allenatore:   |    |                  |     |     |
| Jupp Heynckes |    |                  |     |     |